# Southern District Football Club
Maillots
Actualités
Le Southern District Football Club (en chinois : 南區足球會), plus couramment abrégé en Southern District, est un club hongkongais de football fondé en 2002 et basé à Southern District à Hong Kong.

## Histoire
Le club est fondé en 2002, il est la section football du Southern District Recreation & Sports Association Ltd. ou Southern District RSA. En 2015, le sponsor principal est la compagnie de transport Kwoon Chung Bus Holdings Limited, depuis le club est aussi nommé KC Southern.
À sa création le club débute en troisième division, en 2010 le club échoue lors des barrages de promotion mais comme le Eastern se désiste, Southern participe pour la première fois à la deuxième division à sa place. Lors de la saison 2011-2012, le club est vice-champion de 2e division et promu en Hong Kong First Division League, à l'époque la plus haute division à Hong Kong.
En 2014, est créé la Hong Kong Premier League qui devient la première division, Southern District se qualifie pour l'élite profitant du retrait de deux autres clubs en 2015-2016.

## Changements de nom
- 2002–2013: Southern
- 2013–2014: Royal Southern
- 2014–2015: Southern
- 2015–: Kwoon Chung Southern (KC Southern)

## Palmarès
| Compétitions nationales                                                                                     |
| --- |
| - Championnat de Hong Kong D2 : - Vice-champion : 2011-2012. - Coupe de Hong Kong : - Finaliste : 2018-2019 |